# Два чемпиона Шаолиня
«Два чемпиона Шаолиня» — гонконгский фильм с боевыми искусствами производства студии братьев Шао. Боевые сцены в фильме ставили Филип Куок, Лу Фэн и Цзян Шэн. Китайское название фильма можно перевести как «Шаолинь и Удан».

## Сюжет
Два молодых воина из повстанческого клана Шаолинь занимаются тайной миссией, которая может сменить династию. Тун Цяньцзинь — эксперт в боевых искусствах, которого отправляют из Шаолиня на месть людям из клана Удан. Ли Дэцзун и Ли Башань — лидеры Удана, которые пытаются убить Цяньцзиня техникой метания ножей после их встречи в ресторане. Цяньцзинь едва сбегает и встречает Цзинь Тайлай с его сестрой, которая впоследствии обучает парня противостоять ножам. В конце концов он встречает Ху Хуэйганя, сторонника Шаолиня. Вэй Синхун — сын генерала династии Мин, попавший под опеку Удана, но в душе поддерживающий Шаолинь. Синхун влюблён в Ли Эрхуань, дочь Ли Башаня.
Башань отправляет Дэцзуна убить Цяньцзиня. Тем не менее Цяньцзинь, Тайлай и Хуэйгань убивают посланца, тем самым заставляют Удан идти на месть. Цяньцзинь хочет жениться на сестре Тайлая, но напивается и не может помочь своим товарищам в битве с Уданом, когда те врываются на банкет. Тайлая и его сестру убивают, а Цяньцзиня берут в плен. Синхун втайне от своих встречается с Хуэйганем, после чего освобождает пленника. С дочерью Башаня у Синхуна возникает ссора. Цяньцзинь, осознав утрату, теряет волю бороться, но товарищи помогают ему справиться с горем. Он и его соратники навещают могилу жены, где встречают странника Гао Цзиньчжуна с тремя его слугами. Между ними завязывается дружба. Цзиньчжун впоследствии приносит подарки и обсуждает с ними боевые искусства. На самом деле Цзиньчжун — чиновник Цин, использующий технику «меча обезьяны», а его слуги — «обезьяньи шесты». Они намерены устроить засаду сторонникам Шаолиня.
Вэй Синхун узнаёт об этом плане и рассказывает об этом Хуэйганю. Разгорается битва между враждующими кланами у чайного дома. Цяньцзинь и Хуэйгань убивают Цзиньчжуна и его слуг, но погибают и сами, а Синхун расправляется с Башанем. Эрхуань обвиняет Синхуна в предательстве, увидев смерть своего дяди, после чего Синхун совершает самоубийство.

## В ролях
- Ло Ман[англ.] — Тун Цяньцзинь
- Вон Лик — Ли Башань
- Сунь Цзянь[кит.] — Цзинь Тайлай
- Цзян Шэн[англ.] — Ху Хуэйгань
- Кэнди Вэнь[кит.] — Ли Эрхуань
- Лу Фэн — Гао Цзиньчжун
- Чинь Сиухоу[англ.] — Вэй Синхун
- Ён Чинчин[кит.] — Цзинь Биэр
- Юй Тайпин — Ли Дэцзун
- Чхоу Татва[англ.] — Фэн Даодэ, глава Удан
- Куань Чхун[кит.] — учитель Чжишань

## Кассовые сборы
В Гонконге за семь дней проката фильм заработал 1 181 152,50 HK$ — 51 место по сборам за 1980 год среди фильмов гонконгского производства.

## Восприятие
Фильм получил высокие оценки кинокритиков.
В 2003 году картина стала основой для создания видеоклипа на песню Get Yourself High группы The Chemical Brothers.